# Rusland op het Eurovisiedansfestival
Rusland deed in 2007 en 2008 mee aan het Eurovisiedansfestival.
In 2007 stuurde Rusland Mariya Sittel en Vladislav Borodinov naar het festival. Met de rumba en paso doble haalden ze een 7de plaats.
Ook in 2008 deed Rusland mee. Dit keer met Tatjana Navka en Alexander Litvinenko; zij dansten de rumba, paso doble, de chachacha, de samba en Russische volksdans. Dit keer behaalde Rusland de 2de plaats.
Sinds 2009 wordt het festival niet meer gehouden.
Maar er zou oorspronkelijk toch een festival plaatsvinden in Azerbeidzjan, namelijk in 2009. Later zou het verplaatst worden naar 2010. En uiteindelijk zelfs afgelast worden. Rusland zou hieraan deelnemen met: Sergey Konovaltsev en Olga Konovaltseva.

## Lijst van Russische deelnames
| Jaar | Artiest                                 | Stijl                                                      | Plaats | Punten |
| ---- | --------------------------------------- | ---------------------------------------------------------- | ------ | ------ |
| 2007 | Mariya Sittel en Vladislav Borodinov    | rumba en paso doble                                        | 7      | 72     |
| 2008 | Tatjana Navka en Alexander Litvinenko   | rumba, paso doble, chachacha, samba en Russische volksdans | 2      | 121    |
| 2009 | Sergey Konovaltsev en Olga Konovaltseva | /                                                          | /      | /      |

2007 · 2008 
Zie ook: Eurovisiesongfestival · Junior Eurovisiesongfestival · Eurovision Young Musicians · Eurovision Young Dancers · Eurovision Choir
Azerbeidzjan · Denemarken · Duitsland · Finland · Griekenland · Ierland · Litouwen · Nederland · Oekraïne · Oostenrijk · Polen · Portugal · Rusland · Spanje · Verenigd Koninkrijk · Wit-Rusland · Zweden · Zwitserland